# La rivincita dei nerds
La rivincita dei nerds (Revenge of the Nerds) è una commedia del 1984 diretta da Jeff Kanew e incentrata sulle vicende di un gruppo di studenti statunitensi emarginati dai propri coetanei liceali perché goffi, trasandati e dall'apparenza di sprovveduti, nonostante l'ottimo profitto scolastico, dunque dei nerd, non in linea con la moda e lo stile di vita audace della maggioranza (cool).
Una divertente locandina promozionale ritraeva due personaggi con abbigliamento ed accessori bizzarri.

## Trama
Arizona, due adolescenti entrano nel prestigioso Adam's College imparando presto la loro "condizione" e sottoposti alle angherie del gruppo leader "Alpha Beta", proverbialmente costituito dalla locale squadra di football americano. Lo stesso allenatore ha più potere del direttore del college. I nostri, assieme ad altri ragazzi del genere nerd, tra i quali un giovanissimo precoce, costituiscono la loro confraternita, "Lambda Lambda Lambda", e nonostante i pessimi scherzi da parte dei nerboruti Alpha, tentano di emergere avvalendosi della loro intelligenza, vincendo le elezioni scolastiche ed arrivando a sedere al Consiglio Greco, massima autorità studentesca. Gli "Alpha Beta" indignati, tentano un'ultima azione di forza ma tutto il College è ormai dalla parte dei "Tri-Lambda", osannandoli.

## Sequel
Negli anni seguenti sono stati realizzati diversi seguiti, come La rivincita dei nerds II - Nerds in paradiso (1987) e La rivincita dei nerds III - The next generation (1992), inoltre nel 1994 è stato realizzato il film TV La rivincita dei nerds IV - Nerds in love.

### Il remake cancellato
Nel 2006, la Fox Atomic annunciò la messa in produzione di un rifacimento di La rivincita dei nerds previsto per l'uscita nell'agosto dell'anno seguente, con Kyle Newman alla regia e una squadra composta da Gabe Sachs, Jess Judah, Adam Jay Epstein, Andrew Jacobson e Adam F. Goldberg a scrivere la sceneggiatura. McG e David Manpearl si sarebbero incaricati della produzione esecutiva.
Il cast artistico era stato ultimato, e gli accordi di ingaggio formulati, comprendendo come principali interpreti Adam Brody (anche in veste di coproduttore), Dan Byrd, Katie Cassidy, Kristin Cavallari, Jenna Dewan, Chris Marquette, Ryan Pinkston, Efren Ramirez e Nick Zano.
I location manager della Fox Atomic avevano trovato l'ambiente adatto per le riprese nell'Emory College, ma la cosa non andò in porto poiché i dirigenti scolastici declinarono l'accordo dopo aver visionato il copione. In merito a queste vicende, il set fu spostato ad Atlanta tra Agnes Scott College e Georgia State Capitol per gli interni e l'Inman Park per le scene in esterni ma qualche tempo dopo, il 21 novembre 2006, la Fox, diramando un comunicato ufficiale, annullò la produzione alla luce delle possibili difficoltà e problematiche portate dal filmare un'intera pellicola in spazi così ristretti come quelli del campus dell'Agnes Scott College.